# Драгојешти (Горж)
Драгојешти (рум. Drăgoiești) насеље је у Румунији у округу Горж у општини Красна. Oпштина се налази на надморској висини од 506 m.

## Прошлост
Место је било спахилук "Капетан Мише" - Мише Анастасијевића. Купљен је тај посед са селима Валојулом и Островени (Долж), 1852. године за 24.000 царских дуката.

## Становништво
Према подацима из 2002. године у насељу је живело 618 становника, од којих су сви румунске националности.